# Gorenje Lakovnice
Gorenje Lakovnice so naselje v Občini Novo mesto.